# Schulberg 6

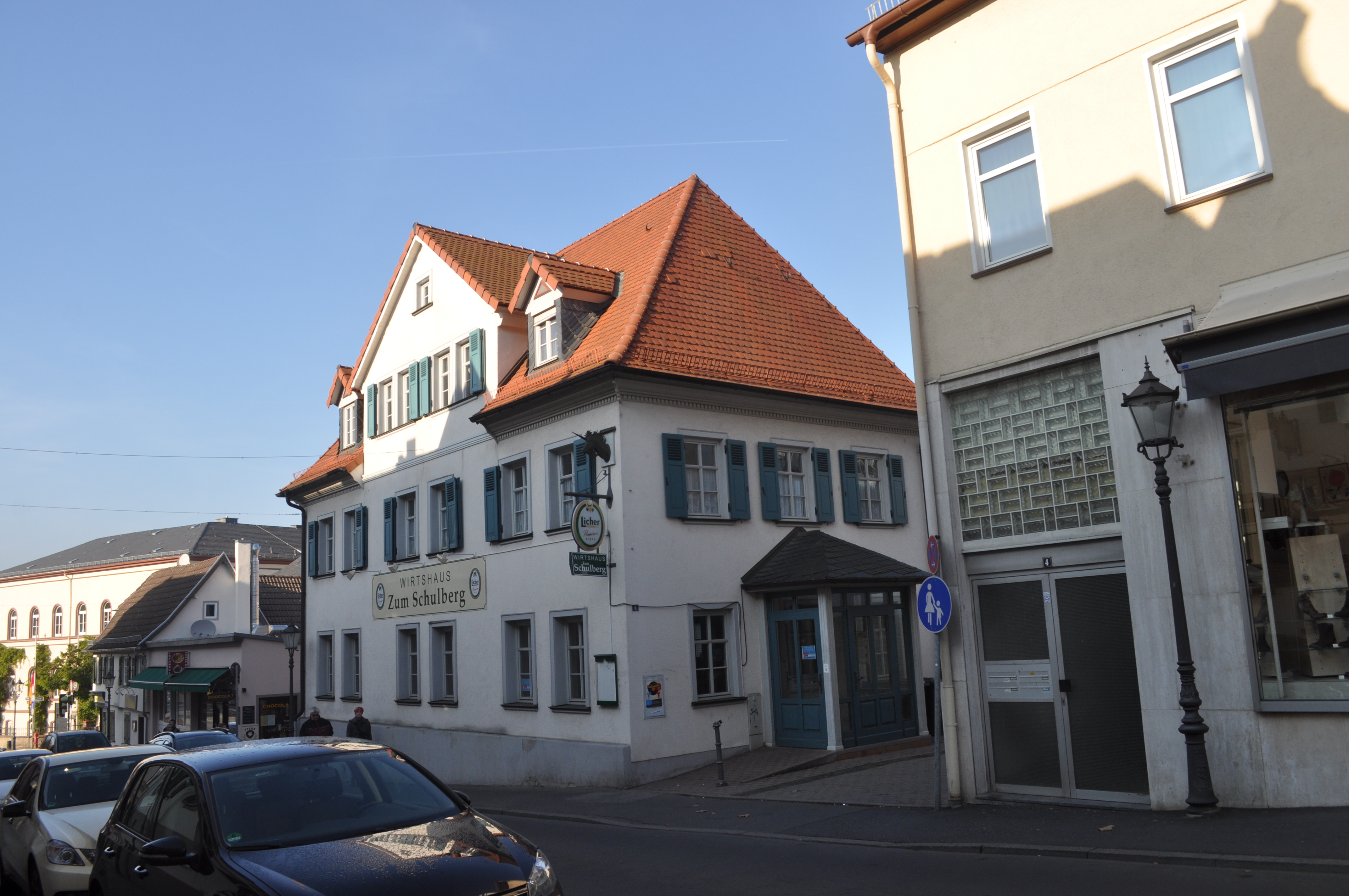
Bad Homburg, Schulberg 6

Das Fachwerkhaus Schulberg 6 ist ein Gasthaus in der historischen Altstadt von Bad Homburg vor der Höhe und steht unter Denkmalschutz.
Das Haus stammt im Kern aus den 1680er Jahren und wurde von Anfang an als Gasthaus genutzt. Die Denkmaltopographie datiert es auf ca. 1687. Seit 1680 wird das Gasthaus Zum Einhorn in den Unterlagen der Stadtrechnung erwähnt. Später wurde der Name des Gasthauses auf Zum goldenen Einhorn geändert. Um 1880 warb der Wirt des Einhorns damit, dass er nicht nur selbstgemachten Apfelwein, sondern auch griechischen Wein anbot und das Haus über eine Wasserpumpe belüftet wurde. 1909 bis 1969 wurde das Haus durch das Ehepaar Martin und Magdalena Eller bewirtschaftet. Heute befindet sich ein indisches Restaurant im Erdgeschoss. Im Obergeschoss befindet sich darüber hinaus die Geschäftsstelle des Bad Homburger Junge Union Verbandes. 
Das Haus ist freistehend über einem Gewölbekeller errichtet. Das zweigeschossige Fachwerkwohnhaus mit Walmdach verfügt über eine straßenseitig dreichasig organisierte Front und ein die Traufe durchstossendes Zwerchhaus. Das Gebäude wurde im Lauf der Zeit mehrfach verändert; Vergrößerung der Fensteröffnungen und Verlegung des einst straßenseitig und mittig gelegenen Eingangs an die Rückseite.
Es steht als Einzeldenkmal und als Bestandteil der Gesamtanlage Altstadt und Teilbereich der Neustadt aus architekturgeschichtlichen Gründen unter Denkmalschutz.